# Бат-Очирын Сэр-Од
Бат-Очирын Сэр-Од — монгольский легкоатлет, который специализируется в марафоне. Международную спортивную карьеру начал в 2002 году. На Берлинском марафоне 2010 года занял 10-е место с результатом 2:12.42. Бронзовый призёр Гонконгского марафона 2010 года с результатом 2:25:02. Занял 20-е место на чемпионате мира 2011 года. Победитель Осакского марафона 2012 года.
В настоящее время владеет рекордами Монголии в беге на 5000 метров — 14:18.53, в беге на 10 000 метров — 29:43.79, в полумарафоне — 1:04.16 и в марафоне — 2:11.05.
На чемпионате Азии по марафону 2013 года стал победителем с результатом 2:17.56. Занял 36-е место на чемпионате мира 2013 года в Москве, показав время 2:21.55.

## Достижения
2 февраля 2014 года занял 4-е место на марафоне Беппу — Оита — 2:10.59. 20 апреля занял 2-е место на Наганском марафоне с результатом 2:14.04. В конце года 7 декабря занял 3-е место на Фукуокском марафоне, установив новый национальный рекорд — 2:08.50.
1 марта 2015 года финишировал на 3-м месте на марафоне озера Бива с результатом 2:11.18.

## Выступления на Олимпийских играх
- 2004 Афины — 75-е место — 2:33.24
- 2008 Пекин — 52-е место — 2:24.19
- 2012 Лондон — 51-е место — 2:20.10
- 2016 Рио-де-Жанейро — 91-е место — 2:24:26
- 2020 Токио — не финишировал
- 2024 Париж — 71-е место — 2:42.33